# 小行星9385
小行星9385（9385 Avignon）是一颗绕太阳运转的小行星，为主小行星带小行星。该小行星于1993年10月9日发现。

## 轨道参数
小行星9385的轨道半长轴为3.1524381 UA，离心率为0.248。